# Teopisca
Teopisca est une municipalité du Chiapas, au Mexique. Elle couvre une superficie de 174 km2 et compte 43 175 habitants en 2015.